# 상당온위
상당온위 또는 등가온위(Equivalent potential temperature, theta-e, {\displaystyle \left(\theta _{e}\right)})는 공기 덩어리의 압력이 변화하는 동안(즉, 공기의 수직 운동 동안) 보존되는 양이다. 압력 변화 중에 수증기가 응축되더라도 마찬가지이다. 따라서 이는 불포화 수직 운동(압력 변화)에 대해서만 일정하게 유지되는 일반적인 잠재 온도보다 더 보존된다.
{\displaystyle \theta _{e}}는 공기 덩어리 내의 모든 수증기가 응축되어 잠열을 방출하고 공기 덩어리가 표준 기준 압력, 일반적으로 1000 hPa( 1000mbar) 이는 해수면의 대기압과 거의 같다.
{\displaystyle \theta _{e}}는 공기 덩어리 내의 모든 수증기가 응축되어 잠열을 방출하고 공기 덩어리가 해수면의 대기압과 대략 같은 표준 기준 압력(보통 1000hPa(1000mbar))에 단열적으로 도달할 경우 공기 덩어리에 도달할 수 있는 온도이다.

## 같이 보기
- 기상학
- 일기예보